# Hawthornský efekt

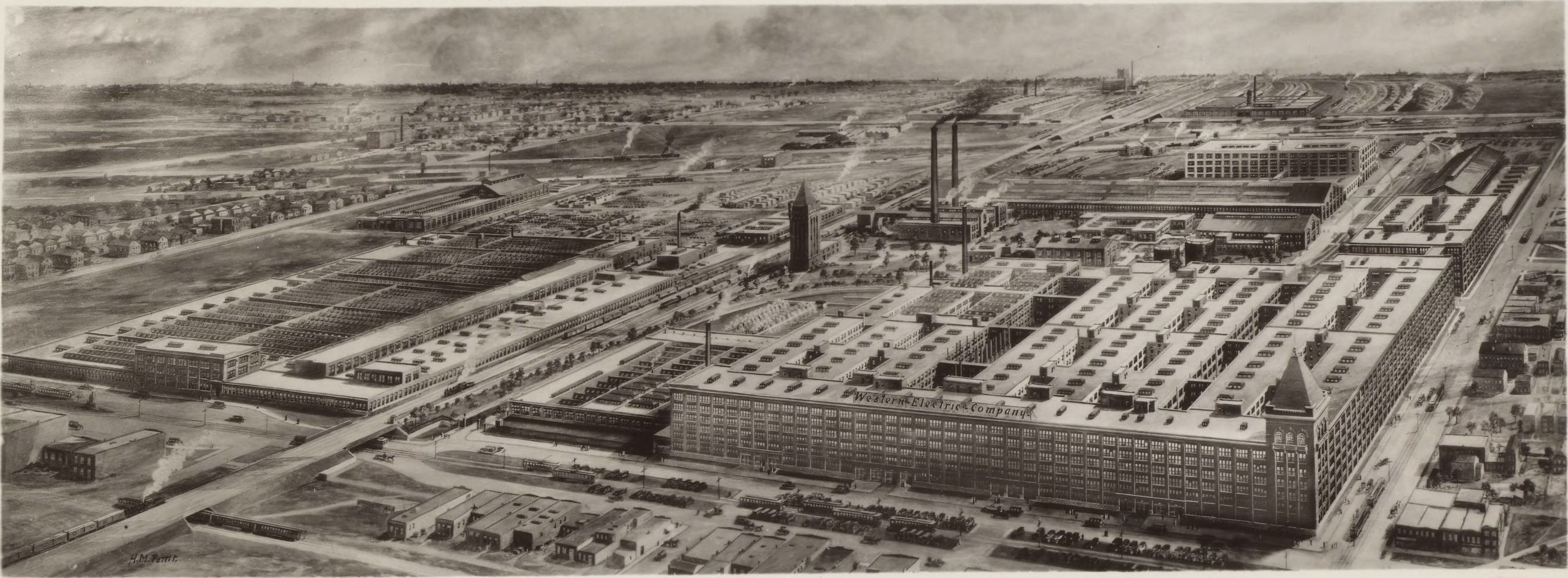
Hawthornská továrna (1925)

Hawthornský efekt je sociálně-psychologický pojem popisující změny v chování účastníků výzkumné studie, která zkoumá nějaký sociální jev. Termín je odvozen od souboru experimentů v hawthornské továrně Western Electric Company v letech 1924–1934 (nyní se město jmenuje Cicero, stát Illinois, USA). Navazující experiment byl proveden profesorem psychologie Eltonem Mayo. Původně spočíval ve výzkumu efektivity práce v závislosti na technických podmínkách. Závěry z experimentu však ukázaly, že dělníci více než na změnu podmínek reagují na to, že jsou středem pozornosti. Centrem zkoumání se poté stala pracovní skupina jako celek, její neformální struktura, význam vztahů mezi dělníky a vedením.
Efekt popisuje jev, kdy je chování účastníků sociálně-psychologického experimentu vztaženo pouze ke zvláštní navozené situaci a událostem během experimentu. To je nicméně silně ovlivněno vědomím, že jde o experiment, a může tak docházet k významným zkreslením při interpretaci výzkumných zjištění.

## Důvody provedení experimentu
Na konci 19. století nastala v továrnách vyrábějících součástky do telefonních přístrojů Western Electric Company Chicago (výrobní oddělení AT&T) stagnace. Způsob práce, který byl inspirován principy taylorismu, se ukázal jako neefektivní. Proto vedení podniku požádalo profesora psychologie Harvardovy univerzity George Eltona Maya o pomoc.

## Experiment
George Elton Mayo vymyslel projekt, pomocí kterého se snažil nalézt způsob, jak zvýšit efektivitu pracovníků v továrně. Výzkumy byly prováděny jednak prostřednictvím rozhovorů s jednotlivými zaměstnanci (kterých bylo jen v první fázi výzkumu až 10 300), jednak dlouhodobým pozorováním vybrané skupiny dělníků. Mayo chtěl potvrdit teorii, že se efektivita zvýší se zlepšením pracovních podmínek v továrně.

### Konkrétní experimenty
Jako první se zabýval technickými parametry, jako je například změna intenzity osvětlení, odstraňování fyzických překážek na pracovišti a celkově revitalizace pracovní plochy. Zaměřoval se také na hygienické podmínky a zvýšení čistoty na pracovišti.
V prvním experimentu sledovali výzkumníci tři různá oddělení. Ve všech měnili podmínky a sledovali důsledky. V dalších experimentech už byli dělníci rozděleni do dvou skupin – experimentální a kontrolní. V experimentální skupině výzkumníci měnili podmínky a v kontrolní skupině nechávali podmínky stejné, na jaké byli dělníci zvyklí. V jednom experimentu například výzkumníci zvýšili intenzitu osvětlení v experimentální skupině a pozorovali produktivitu ve skupinách obou. Nějakou dobu výsledky výzkumu potvrzovaly původní hypotézu – že lepší osvětlení vede k lepším pracovním výkonům, ale později se výsledky začaly značně odchylovat. Zvýšil se totiž pracovní výkon také v kontrolní skupině, aniž by u ní došlo ke změně pracovních podmínek. Zároveň se nesnížila výkonnost v experimentální skupině, přestože výzkumníci snížili intenzitu osvětlení. (Osvětlení bylo nakonec tak nízké, že se v takových podmínkách nedalo pracovat a dělníci protestovali.)
V další sérii pokusů výzkumníci vyzkoušeli i zvyšování a snižování osvětlení dílen náhodně, ale i tento pokus nevedl k potvrzení hypotézy. Ukázalo se, že výkon dělníků nezávisel na intenzitě osvětlení. Jejich výkon se zvýšil vždy, když došlo k určité změně v rámci experimentu – změně osvětlení, nebo změně ve složení skupin. Na dělníky nepůsobilo různé osvětlení tolik, jako fakt, že se účastní nějakého experimentu. To vedlo k zvýšení zájmu a pracovní motivace.
V jednom z posledních experimentů už se George Elton Mayo nesnažil potvrdit původní hypotézu. Když přesvědčil dělníky, že jim zvýšení světla pomůže, jejich výkonnost se při zvýšení intenzity světla zvýšila. Když je přesvědčil o tom, že jim pomůže snížení, jejich výkonnost se zvýšila při snížení intenzity světla.
Pro druhou fázi svého experimentu si Mayo zvolil šestici pracovnic, s níž prováděl sérii pokusů, které původně měly zkoumat vliv mezilidských vztahů a pracovních podmínek na výkon a efektivitu práce. Byla vytvořena speciální místnost, ve které se měnily technické podmínky práce, jako je teplota, osvětlení nebo doba přestávek. Každá z vybraných pracovnic byla řádně proškolena ohledně průběhu experimentu a poté získala zvláštní privilegia oproti ostatním pracovníkům firmy. Kromě toho, že vybraná skupinka dělnic pracovala v oddělené místnosti, se mohla také svobodně pohybovat po pracovišti, kdykoliv mezi sebou během pracovní doby komunikovat nebo si volit vlastní tempo práce. Tato privilegia jim dodávala pocit důležitosti. Získaly pocit, že jsou spolupracovnicemi vědeckého výzkumu, což ještě umocňoval fakt, že byly pod neustálým dohledem pozorovatelů, kteří se zajímali nejen o jejich pracovní výkon, ale také o osobní život a sociální interakce účastnic experimentu. Postupem času se ukázalo, že produktivita se neodvíjí od technických podmínek na pracovišti, ale má psychologické příčiny.

## Závěry vycházející z analýzy experimentů
Na základě tohoto experimentu vznikl pojem Hawthornský efekt, který znamená situaci, kdy se jev začne zlepšovat pouze následkem kontroly, nikoliv následkem změny podmínek. Hawthornský experiment je (mezi výzkumníky) známý z velké části také proto, že ukazuje, jak chování zkoumaných ovlivňuje samotný experiment a pozornost, kterou výzkumníci zkoumaným věnují. A právě s tím je třeba při všech výzkumech počítat. Důležitý faktor, který zvyšuje produktivitu práce je motivace dělníka. Dělník je více než ekonomicky motivován tím, jak důležitě si při práci připadá a také jak je se svou prací spokojen.
Na výkon jednotlivých dělníků má také vliv neformální skupina, ve které pracuje, která nemusí být v souladu se skupinou formální – například pracovním oddělením utvořeným vedením továrny. Tato skupina si určuje nějakou nevyjádřenou normu výkonu, která nemusí být v souladu s normou určenou manažery továrny.